# Hoheneckermühlbach
Der Hoheneckermühlbach, alternativ Gelterswoogbach genannt, ist ein rechter Zufluss des Aschbachs innerhalb der Stadt Kaiserslautern und im Landkreis Kaiserslautern und mit fast fünf Kilometern Länge zugleich dessen längster Zufluss.

## Geographie

### Verlauf
Der Hoheneckermühlbach entspringt innerhalb der Waldgemarkung der Ortsgemeinde Bann weitab von deren Siedlungsgebiet und fließt in Richtung Osten. Er läuft durch das Walkmühltal und durchfließt dabei mehrere Wooge. Stellenweise reicht er fast bis an die Gemarkungsgrenze zu Queidersbach heran.
Schließlich überschreitet er die Grenze zur kreisfreien Stadt Kaiserslautern, befindet sich jedoch weitab von deren Kernstadt. Rund einen Kilometer südwestlich durchfließt er den Gelterswoog. Wenig später passiert er die namengebende Hohenecker Mühle.
Danach passiert er erneut die Grenze zum Landkreis Kaiserslautern und befindet sich während seiner letzten Meter vor seiner Mündung in den Aschbach auf der Gemarkung von Stelzenberg in unmittelbarer Nähe von deren Siedlung Breitenau.
Der 4,88 km lange Lauf des Hoheneckermühlbachs endet ungefähr 51 Höhenmeter unterhalb seiner Quelle, er hat somit ein mittleres Sohlgefälle von etwa 10 ‰.

### Zuflüsse
- Langenscheidbach (links), 1,7 km, 1,84 km²
- Kolbenbach (links), 1,5 km, 4,06 km²
- Hohenecker Bach (links), 3,1 km, 2,75 km²

## Natur
Von seiner Quelle bis zum Westufer des Gelterswoogs ist der Hoheneckermühlbach Bestandteil des Naturschutzgebiets Täler und Verlandungszone am Gelterswoog.

## Tourismus
Entlang des Flusses verlaufen der Fernwanderweg Franken-Hessen-Kurpfalz und die Nordroute der Pfälzer Jakobswege.